# Jill Savege
Jill Savege, née le 17 mars 1974 à Toronto au Canada, est une triathlète professionnelle, championne panaméricaine en 2003.

## Palmarès
Le tableau présente les résultats les plus significatifs (podium) obtenus sur le circuit international de triathlon et d'aquathlon depuis 2002.
| Année | Compétition                                | Pays                   | Position           | Temps           |
| ----- | ------------------------------------------ | ---------------------- | ------------------ | --------------- |
| 2005  | Coupe du monde - l'étape de Mazatlán       | Mexique                | Médaille d'argent  | 2 h 3 min 51 s  |
| 2004  | Coupe du monde - l'étape de Rio de Janeiro | Brésil                 | Médaille de bronze | 2 h 0 min 0 s   |
| 2004  | Coupe du monde - l'étape de Tongyeong      | Corée du Sud           | Médaille de bronze | 2 h 1 min 14 s  |
| 2003  | Coupe du monde - l'étape de Funchal        | Portugal               | Médaille de bronze | 2 h 1 min 18 s  |
| 2003  | Jeux panaméricains                         | République dominicaine | Médaille d'or      | 1 h 58 min 29 s |
| 2003  | Championnats panaméricains                 | République dominicaine | Médaille d'or      | 1 h 58 min 29 s |
| 2003  | Coupe du monde - l'étape de Corner Brook   | Canada                 | Médaille d'or      | 2 h 5 min 26 s  |
| 2003  | Coupe panaméricaine - l'étape de Victoria  | Canada                 | Médaille d'or      | 2 h 7 min 53 s  |
| 2003  | Championnat du Canada                      | Canada                 | Médaille d'or      | Timing          |
| 2002  | Coupe du monde - l'étape de Makuhari       | Japon                  | Médaille d'or      | 2 h 1 min 32 s  |
| 2002  | Coupe du monde - l'étape de Hamburg        | Allemagne              | Médaille d'or      | 1 h 57 min 54 s |
| 2002  | Coupe du monde - l'étape de Corner Brook   | Canada                 | Médaille d'argent  | 2 h 6 min 13 s  |
| 2002  | Coupe du monde - l'étape de Lausanne       | Suisse                 | Médaille d'argent  | 2 h 2 min 57 s  |
| 2002  | Coupe panaméricaine - l'étape de Victoria  | Canada                 | Médaille de bronze | 2 h 0 min 49 s  |
| 2002  | Championnats du monde d'aquathlon          | Mexique                | Médaille d'argent  | 0 h 33 min 23 s |